# Howa Type 64
Howa Type 64 (яп. 64式自動小銃, Roku-yon-shiki-jidou-shoujuu) — японська автоматична гвинтівка, яка використовується виключно Японськими силами самооборони та Японською береговою охороною. Ця зброя працює за принципом відведення порохових газів. Створена під патрони НАТО калібру 7,62×51 мм і використовує від'ємний коробчатий магазин на 20 патронів.
Type 64 ніколи не експортувалася через суворі закони Японії щодо заборони експорту обладнання. З 1989 по 1990 рік вона була замінена більш досконалою Howa Type 89, але все ще перебуває на озброєнні всіх підрозділів Сил самооборони та берегової охорони Японії. Невелика кількість марксменських версій Howa Type 64 використовувалася підрозділом спеціальної збройної поліції.

## Історія
Приблизно через десять років після сформування Японських сил самооборони, Міністерство оборони вирішило виготовити вітчизняну автоматичну гвинтівку, щоб замінити застарілі гвинтівки M1 Garand, надані Сполученими Штатами.
Гвинтівка була розроблена компанією Howa Heavy Industries і згодом вироблялася великим партіями, починаючи з 1964 року під керівництвом генерала Кензо Івасіта, який доклав руку до розробки гвинтівки.
Виробництво було завершено в 1988 році. Станом на 2020 рік термін дія патенту на торгову марку офіційно закінчилася. Тип 64 отримав офіційний патент на торгову марку в 1964 році від імені Howa з правами, наданими в 1966 році.
У порівнянні з гвинтівкою M14 було встановлено, що Type 64 перевершує її практичну точність, ймовірно, тому, що її скорострільність і віддача (від спеціального зменшеного порохового заряду 7,62 патронів НАТО) були нижчими. Однак протягом терміну служби вона мала постійні проблеми через її надскладну конструкцію, гвинтівка також має хибну (проте поширену) репутацію ненадійності, і що її деталі випадають під час використання в польових умовах.

### Скандал
Гарнізон префектури Оіта зіткнувся з проблемами постачання, коли вони не змогли знайти 30 втрачених Howa Type 64, незважаючи на масштабний пошук, який проводився 95 000 солдат 24 січня 2007 року.

## Розробка
Японське оборонне агентство провело дослідження щодо того, яку гвинтівку Сили самооборони мають прийняти на заміну M1 Garand. У відповідь компанія Howa почала роботу над створенням прототипів гвинтівок для Сил самооборони.
Перші прототипи, відомі як R1 і R2, беруть за основу форму та характеристики Armalite AR-10. Інший прототип, відомий як R3, базується на M14 із вигнутим магазином. Згідно з відгуками, інший прототип, відомий як R63E, був використаний як основа для розробки Type 64.

### Конструкція
Перемикач режимів вогню Type 64 є однією з його найвідоміших особливостей завдяки порядку перемикання, де спочатку йде запобіжник ア (アンゼンソウチ/安全装置/Safety device (Safe)), потім одиночний режим タ (タンシャ/単射/Semi), а потім автоматичний レ (レンシャ/連射/Auto). Всі ці символи разом складаються в アタレ (Atare); що в перекладі з японської означає «влучити в ціль».
Ложа зброї була оснащена відкидним затильником для підвищення купчастості при стрільбі чергами. Type 64 має зовнішній регулятор газу для контролю циклічної швидкості.
Прицільні пристосування складаються з відкидної задньої апертури та конфігурації стійки, напрочуд сучасної функції для свого часу. Цілик складається з дискового отвору на вершині прямокутного корпусу для круглого диска регулювання дальності. Він розташований у задній частині ствольної коробки з короткими захисними крильцями для перекидання. Мушка розташована в передній частині зброї біля газового блоку і має, здавалося б, регульовану передню стійку, з боків якої розташовані прямі, майже вертикальні захисні крила, які злегка вигнуті.
Місткість магазина обмежена 20 патронами НАТО калібру 7,62×51 мм. Примітною особливістю патрона, який використовується в цій зброї, є те, що пороховий заряд зменшено приблизно на 10%, щоб зменшити притаманну йому надмірну віддачу та підйом дула при стрільбі. Він був навмисне виготовлений із зменшеним пороховим зарядом, щоб більше відповідати японській статурі. Гвинтівкова граната Type 06 може використовуватися Type 64. Для її використання необхідно використати газовий регулятор, щоб перекрити подачу газу до поршня.
Оскільки гвинтівка була розроблена на основі цього спеціального патрона, гвинтівка зазнає значно прискореного зносу від використання боєприпасів повної потужності. Тим не менш, газовий регулятор має налаштування для розміщення звичайних боєприпасів НАТО калібру 7,62×51 мм.
Гвинтівка має фіксатор порожнього магазина для затвора, тобто затвор залишається відкритим після вичерпання набоїв у магазині. Але через відсутність належного утримувача затвора, затвор виривається вперед після вилучення порожнього магазина, подібно до югославського автомата Zastava M70. Газово-затворна система подібна до FN FAL та СВТ-40.

## Варіанти

### Марксменська версія
На гвинтівку Type 64 можна встановити далекобійну оптику, щоб її можна було використовувати як снайперську. Видача снайперської гвинтівки типу 64 зазвичай надається солдату з найточнішими навичками стрільби в кожному підрозділі (марксмену). Однак у багатьох випадках солдату можуть просто видати приціл для використання лише під час тренувань і змагань зі стрільби, а самому солдату не призначається конкретна гвинтівка.
Оптика зазвичай налаштована на 2,2-кратне збільшення і може бути або надлишковим оптичним прицілом M84 для снайперської гвинтівки M1 Garand, який використовувався збройними силами США під час Другої світової війни, або подібною моделлю, виробленою Nikon, яка повторює рівні збільшення M84. Характеристики подібні до снайперської гвинтівки M1C/D, але можна налаштувати приціл для огляду цілей лише на відстані 500 метрів, незважаючи на те, що ручка відстані має позначку до 800 метрів. На додаток до цього, стандартна сітка прицілювання являє собою просту чорну букву "Т", що робить її надзвичайно важкою для використання в сутінковий час або на темних цілях.
Деякі серйозні претензії до точності снайперської версії пов'язані з погано продуманою системою кріплення прицілу. Приціл легко перекошується, оскільки він кріпиться лише одним гвинтом. Після встановлення прицілу та встановлення рушниці на нуль необхідно поводитись з нею дуже обережно, оскільки його легко поштовхнути. Крім того, оскільки приціл зазвичай не призначається для якоїсь конкретної гвинтівки, часто важко підтримувати його статичним на будь-якій конкретній ствольній коробці гвинтівки. Зазвичай це виправляється встановленням шматка тканини між ствольною коробкою та кріпленням прицілу, але тоді прицільні пристосування гвинтівки закриваються. У таких випадках необхідно встановити накладку для щоки, щоб вирівняти око користувача з прицілом.
Цю зброю було знято з передових підрозділів Сухопутних сил самооборони, оскільки її замінили на снайперську гвинтівку M24 у 2002 році.